# Häusern (Benediktbeuern)
Häusern ist ein Gemeindeteil von Benediktbeuern im oberbayerischen Landkreis Bad Tölz-Wolfratshausen. Das Dorf liegt circa einen Kilometer östlich von Benediktbeuern.

## Baudenkmäler
- Kapelle